# Hazael
Hazael – polski zespół muzyczny grający początkowo death metal, natomiast w późniejszym okresie działalności doom/gothic. Został założony w 1990 roku, w Płocku. Tego samego roku ukazało się pierwsze demo pt. Chapel of Doom. W 1992 roku zostało wydane drugie demo zatytułowane Clairvoyance. 24 kwietnia 1994 roku nakładem  Loud Out Records ukazał się pierwszy album studyjny zespołu pt. Thor. Wydawnictwo zostało zrealizowane w  łódzkim P.J.Haus Studio we współpracy z producentem muzycznym Piotrem "Muti" Woźniakiem. 
W 1995 roku nakładem Baron Records ukazał się minialbum pt. When the Sun Is Dead zarejestrowany w ciągu dwóch dni w niemieckim studio Woodhouse. Pod koniec roku zespół podpisał kontrakt z Century Media Records. W 1996 roku w Ancient Lore Studios grupa przystąpiła do prac nad albumem The Kiss and Other Movements. Wytwórnia Century Media niezadowolona z uzyskanego brzmienia nagrań rozwiązała kontrakt z zespołem. Tego samego roku zespół został rozwiązany. W 1998 roku nakładem Ceremony Records ukazał się album The Kiss and Other Movements, zadedykowany fanom zespołu Hazael.
W 2014 roku zespół wznowił działalność w składzie Tomasz Dobrzeniecki (śpiew, gitara basowa), Artur Banach (gitara), Rafał Spadło (gitara) oraz Artur Woźniak (perkusja). Jeszcze w 2014 roku Woźniaka zastąpił znany m.in. z występów w zespole Antigama - Paweł "Pavulon" Jaroszewicz, skład Hazael opuścił także gitarzysta Artur Banach. W 2015 roku zespół zakończył działalność.

## Dyskografia
- Chapel of Doom (demo, 1990, wydanie własne)
- Clairvoyance (demo, 1992, Metalstorm Records)
- Thor (1994, Loud Out Records)
- When the Sun Is Dead (1995, Baron Records)
- The Kiss and Other Movements (1998, Ceremony Records)
- Chapel of Doom / Rehearsal '91 (2009, Wydawnictwo Muzyczne Psycho)

## Nagrody i wyróżnienia
| Rok  | Kategoria                    | Nagroda                       | Nota        |
| ---- | ---------------------------- | ----------------------------- | ----------- |
| 1991 | Album roku (Chapel of Doom ) | Plebiscyt Thrash'em All, 1990 | 35. miejsce |